# Лев Шептицкий
Лев (пол. Leon, укр. Лев, в миру Людовик Шептицкий, пол. Ludwik Szeptycki, укр. Людовік Шептицький; 23 августа 1717, Перемышль — 25 мая 1779, Радомышль) — грекокатолический митрополит Киевский, Галицкий и всея Руси.

## Биография
Происходит из галицкого графского рода Шептицких. Родился в Перемышле 23 августа 1717 года; начальное образование получил во Львове, в папской коллегии, затем, приняв духовный сан, изучал богословие в Назарейской коллегии в Риме и в Academia Ecclesiastica и совершенствовался в языках и юриспруденции. Хорошо изучив светское и церковное право, Шептицкий ещё в молодых годах получил в Риме степень доктора философии, а по возвращении на родину вступил в орден базилиан, приняв имя Льва. По воле своего дяди, митрополита Афанасия Шептицкого, он тогда же назначен был его духовником и оставался в этой должности до 1743 г., когда определён был архимандритом Мельницкого униатского монастыря на Волыни во владениях Сангушки. В этом сане 9 марта 1748 года Лев Шептицкий, по непосредственному выбору короля, назначен был кандидатом на Львовскую епископскую кафедру и 14 мая 1749 года епископом Владимирским (Владимир-Волынский) Годебским рукоположён во епископа Львовского, Галицкого и Каменец-Подольского.
Вступив в управление епархией, Шептицкий сделался энергичным поборником прав и фундушей униатской церкви; произвёл некоторые церковные реформы в духе католичества; старался повысить уровень просвещения в духовной среде, назначая, между прочим, на должности священнослужителей только лиц, получивших богословское образование; хлопотал и об улучшении материального положения униатского духовенства; построил во Львове епископский дом; заботился о развитии Львовского коллегиума. Все эти начинания Шептицкого, особенно его церковные реформы, встречены были враждебно римокатолической церковью Польши; подстрекаемый к тому же папским нунцием, епископ Лев вступил с нею в продолжительную борьбу, которая закончилась только к 1757 году, главным образом благодаря уступчивости и незлобию самого Шептицкого. Около этого же времени перед ним открылась уже дорога к высоким почестям. В июле 1762 года Львовский епископ был избран коадъютором Киевского митрополита Володковича и в декабре того же года утверждён в этом сане папою Климентом XIII, а осенью следующего 1763 года в Львовской церкви св. Юра состоялась торжественная церемония присяги епископа на верность папскому престолу. Дальнейшему возвышению Шептицкого много способствовала и его знатная родня; родной брат его римокатолик каштелян Перемышльский (родство с римокатоликами было обязательным условием для получения сана епископа униатской или православной церкви Речи Посполитой), заседал в сенате и имел доступ ко двору короля Станислава-Августа. Благодаря ему и Лев Шептицкий часто бывал при дворе и, как представитель Русской униатской церкви в Речи Посполитой, принимал участие в коронационных торжествах наряду с латинским духовенством.
В 1767 году ему пожалован был орден Святого Станислава. В следующем 1768 году престарелый митрополит Володкович передал ему все дела по управлению Киевской митрополией, предоставив ему, таким образом, возможность расширить круг его деятельности, направленной и теперь главным образом на возвышение унии в королевстве, причём наиболее сильное сопротивление пришлось теперь встретить Шептицкому со стороны ордена базилиан, претендовавшего на исключительное право занимать высшие духовные должности и на земельные владения униатских епископий. Борьба, начавшаяся ещё в 60-х годах, велась очень энергично с той и другой стороны; но ни епископ, ни базилиане не могли представить достаточных оснований для своих требований, а король, очевидно, был на стороне Шептицкого. Политические события, предшествовавшие первому разделу Польши, а затем и переход Галиции к Австрии в ходе первого раздела Речи Посполитой — приостановили эту борьбу.
В 1775 году король пожаловал Шептицкому Орден Белого орла, а 2 февраля 1778 года, после смерти Володковича, коадъютор его сам вступил на Киевскую митрополию, получив при этом, согласно обычаю, и сан архимандрита Печерского (хотя и Киев, и Киево-Печерский монастырь с 1686 года находились под властью Московского государства, и деятельность униатской церкви там была запрещена). Само назначение Шептицкого на Киевскую митрополию состоялось в Варшаве. Отправившись отсюда в январе следующего 1779 года на Украину для личного осмотра своей митрополии, Шептицкий остановился на праздник св. Троицы в городе Радомышле и здесь скоропостижно скончался в ночь с 24 на 25 мая 1779 года.